# 巴藏
巴藏（法語：Bazens）是法国洛特-加龙省的一个市镇，位于该省中南部，属于阿让区。该市镇总面积12.21平方公里，2009年时的人口为528人。

## 人口
巴藏人口变化图示